# Ned med vapnen! - Fred med Norge!
Ned med vapnen! - Fred med Norge! var ett antimilitaristiskt manifest skrivet 1905 under unionskrisen. Manifestet författades av Socialdemokratiska Ungdomsförbundet ledare Zeth Höglund som en reaktion mot de borgerliga krafter i Sverige som ansåg att Sverige borde gå i krig mot Norge för att bevara unionen under svenskt styre. 
Höglund skrev i manifestet en uppmaning till svenska arbetare att vägra mobiliseringsorden, uppmanade till strejk och att "vapenen - om de skulle riktas mot någon - icke borde riktas mot norrmännen." Manifestet trycktes i över 100 000 exemplar och spreds över hela landet. 
Det antimilitaristiska manifestet förklarades olagligt och Zeth Höglund ställdes inför rätta och dömdes till sex månaders fängelse för myteri.